# 明尼伊斯卡鎮區 (明尼蘇達州瓦巴沙縣)
明尼伊斯卡鎮區（英語：Minneiska Township）是位於美國明尼蘇達州瓦巴沙縣的一個行政鎮區，於1859年設立。

## 地方資料
明尼伊斯卡鎮區的面積為46.38平方千米，當中陸地面積為27.28平方千米，而水域面積為19.10平方千米。根據2020年美國人口普查的數據，當地共有人口182人，而人口密度為每平方千米3.92人。